# Hong Kong Scottish
Dernière mise à jour : 9 mai 2025.
Hong Kong Scottish est un club de rugby à XV basé à Hong Kong. Il évolue dans le championnat de Hong Kong de rugby à XV.

## Historique
Les Hong Kong Scottish sont fondés en 2011, et rejoignent alors la Premiership hongkongaise,.

## Palmarès
Néant